# Incontro di Pasqua
L'incontro di Pasqua, diffuso non solo in Abruzzo ma anche in buona parte del Sud Italia e delle isole, rappresenta il festoso incontro tra il Cristo risorto e la Madonna ancora incredula della Resurrezione il giorno di Pasqua, verso mezzogiorno. La parte principale consiste nella corsa della statua della Madonna verso il Cristo risorto (a volte le due statue corrono una verso l'altra per incontrarsi al centro della piazza); la Vergine, riconosciuto il Figlio, lascia cadere il vestito nero simbolo del lutto, per far scoprire sotto la veste luttuosa un altro abito "a festa" molto ricamato. A Nicosia (Enna) ha luogo uno degli "Incontri" più suggestivi; la Madonna, attraverso un ingranaggio meccanico, abbraccia il Figlio Risorto tra il suono festoso delle campane, il fragore dei fuochi d'artificio, gli applausi delle migliaia di persone che affollano Piazza Garibaldi. Tutto ciò avviene alle ore 12:00, seguito dall'incoraggiante messaggio del Vescovo.

## Storia

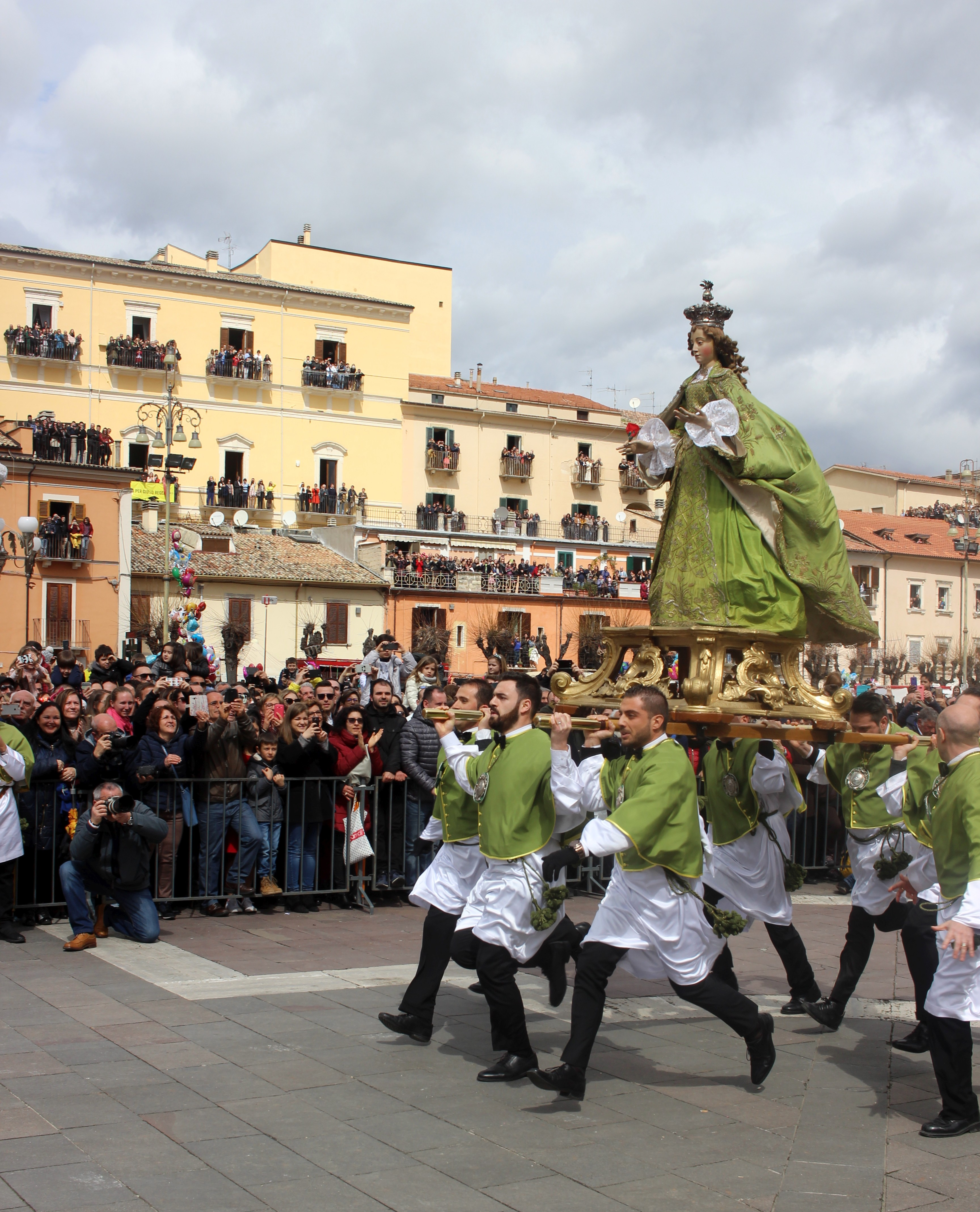
Rito della Madonna che scappa a Sulmona (Aq) in occasione della Pasqua, piazza Garibaldi

Gli incontri di Pasqua traggono origine nelle sacre rappresentazioni medievali che animavano tutta Europa. Le sacre rappresentazioni all'inizio erano viventi e si svolgevano in chiesa; dopo la Controriforma, che criticava le rappresentazioni viventi perché motivo di distrazione per i fedeli, i personaggi furono sostituiti da statue, issate su portantine dorate e portate a spalla da persone oppure dai membri delle confraternite e delle arcinconfraternite. Nel periodo barocco, inoltre, avvenne un'ulteriore novità: il rito dell'incontro cominciò ad essere inscenato nelle piazze o nelle vie principali. Questa novità non fu solo dell'Abruzzo, ma anche di tutti quei posti dove si svolgeva l'Incontro di Pasqua e, in generale, e le rappresentazioni della Settimana santa, anche se a Cuglieri in Sardegna il rito dell'incontro (S'Incontru in dialetto) continua a svolgersi in chiesa.
Sembra che anticamente in tutti i posti, paesi e città che siano, si svolgessero queste rappresentazioni, ma piano piano solo alcune località conservarono la tradizione: qui in Abruzzo solo Sulmona, Spoltore, Lanciano, Corropoli, Pratola Peligna, Introdacqua e Prezza.
Inoltre le autorità ecclesiastiche fino al XIX secolo (e addirittura, come in Calabria, fino alla metà del '900) si opposero fortemente a queste rappresentazioni, perché non rispettavano i vangeli canonici. Soprattutto il rito dell'Incontro, con la corsa della Madonna, faceva storcere il naso a preti e vescovi.

### L'opposizione del clero
Infatti nei vangeli canonici, così come in quelli apocrifi, non si parla di un incontro tra Maria e suo Figlio risorto: ovviamente la Vergine venne a sapere della resurrezione, perché Lei il giorno dell'accaduto era nel cenacolo con tutti gli altri apostoli, e gli apostoli Pietro e Giovanni andarono al sepolcro per verificare l'avvenuta resurrezione e quando ritornarono al cenacolo annunciarono il miracolo già profetizzato a tutti gli altri "ospiti" del cenacolo, quindi anche Maria. Ma comunque non è riferita nessuna apparizione del Cristo a sua Madre, e tantomeno una corsa della Vergine in cui Essa si toglieva di colpo il vestito nero per far comparire quello a festa. Al popolo e alle stesse confraternite, però, non andava giù l'idea che Maria non abbia mai visto suo Figlio risorto: perché proprio lei, la Madonna, la Madre del Salvatore non aveva visto o incontrato Gesù? Allora iniziarono subito gli "Incontri di Pasqua" e la storia è già stata spiegata. Il clero, sia quello basso che quello alto, si oppose perché, oltre al fatto che l'incontro non è scritto nei Vangeli come già detto, ma anche perché rendeva troppo "umana" le figure di Gesù e Maria, e anche degli Apostoli o degli Angeli (se facevano parte anch'essi del rito): infatti qui i sentimenti giocano un ruolo importante, perché la Madonna, straziata dal dolore per la perdita del Figlio, non riesce a credere alla notizia della sua resurrezione, alla fine si convince, si avvia, forse l'hanno presa in giro, e poi ecco vede il Figlio, è felice, piange di gioia e corre incontro ad abbracciarlo. Il manto nero che cade e scopre l'abito festivo non ha solo una simbologia "materiale", ma è anche simbolo del lutto che va via, della Morte che non ha trionfato e della rinascita della natura con la Primavera. Il clero comunque si oppose apertamente e sembra che nel XIX secolo, in un periodo imprecisato, a Sulmona vi fu un vescovo che "veniva da lontano" e si oppose alla festa e cercò di farla sopprimere. I sulmonesi e le confraternite che curavano il rito dell'incontro a Sulmona (la famosa Madonna che Scappa) non gli diedero retta e la festa si fece comunque e poco tempo dopo, il vescovo fu trasferito in un'altra diocesi. (http://ricerca.quotidianiespresso.it/ilcentro/archivio/ilcentro/2005/03/23/CP2CZ_CP201.html)

### L'incontro oggi
Oggi l'ostilità della Chiesa verso queste manifestazioni di pietà popolare si è attenuata, se non del tutto scomparsa, e questi riti non solo sono uno dei punti di "attrazione" di una città, ma rivestono anche un'importante funzione sociale, culturale e religiosa.

## Lo svolgimento
L'Incontro di Pasqua in Abruzzo assume vari nomi a seconda delle località. E non hanno tutte lo stesso svolgimento, anzi ogni paese lo fa diverso da un altro: non come in Calabria, dove l'incontro è chiamato da tutti Affruntata e ha lo stesso svolgimento per tutti (anche se anche qui ci sono poi delle piccole differenze). Sono 7 i paesi e le città che in Abruzzo mettono in scena il rito dell'Incontro.

### La Madonna che scappa a Sulmona

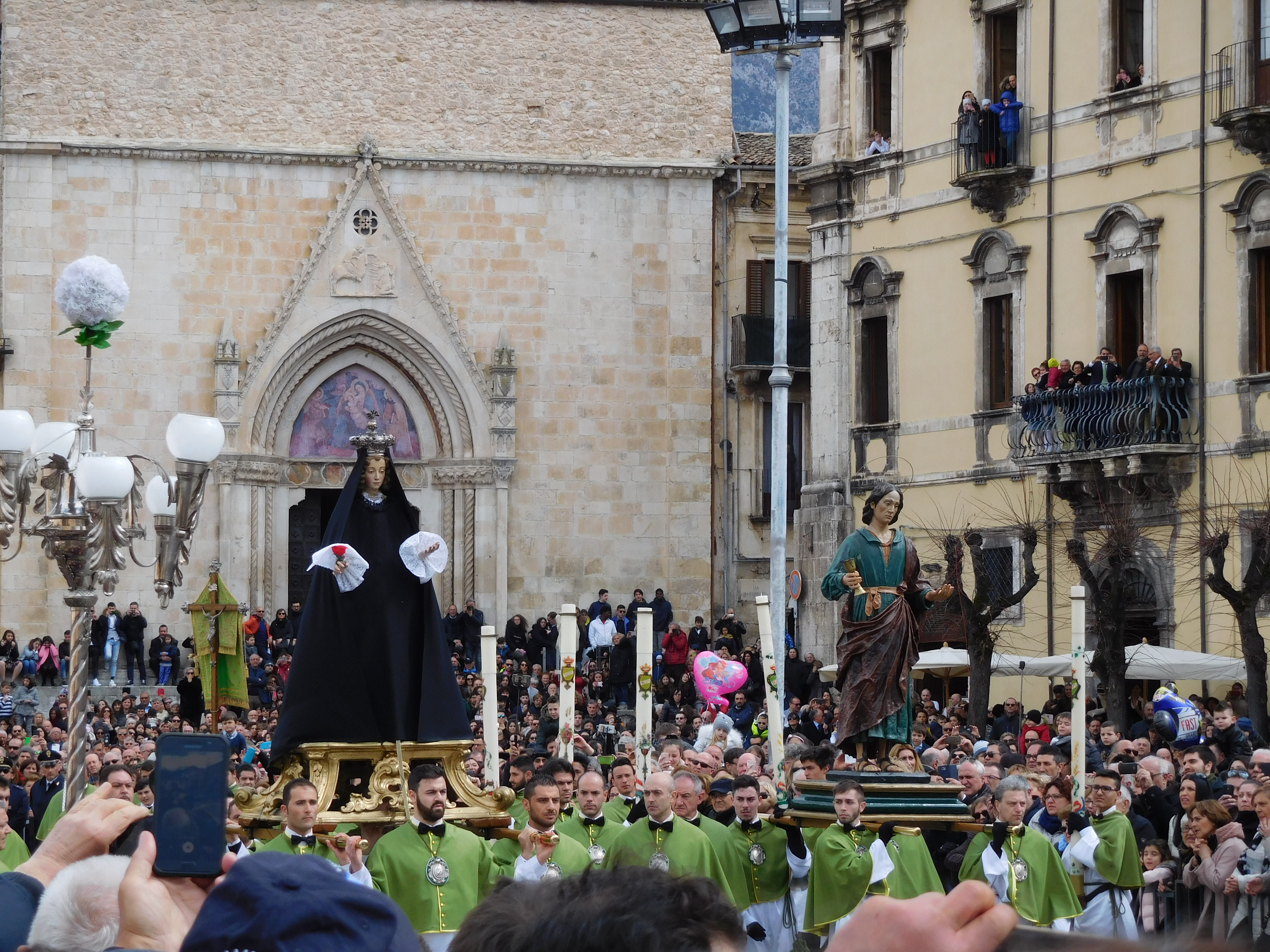
Momento della Madonna che scappa, pochi attimi prima del discoprimemto del velo verde alla statua

Nel ciclo dei riti della Settimana Santa, a Sulmona e dintorni il giorno di Pasqua la Confraternita di Santa Maria della Tomba si sostituisce nei riti a quella della Santissima Trinità (che opera il Giovedì e Venerdì santo); la statua della Madonna viene fatta uscire con un rito teatrale dalla chiesa di San Filippo Neri in piazza Garibaldi, chiamata dagli apostoli San Pietro e San Giovanni evangelista, per 3 volte, fino a che portata a spalla dai confratelli, vedendo il Figlio risorto posto contro una parete dell'acquedotto medievale, non prende la rincorsa verso il Cristo. 
Un rito simile a Pasqua, svolto in forma teatrale, viene celebrato ad Introdacqua (Aquila) noto come la Madonna che "vélə" ossia che vola, che corre portata dai confratelli, e a Spoltore (Pe).

### Incontro dei Santi a Lanciano
Anche nella città di Lanciano avviene l'incontro di Pasqua, anche se è poco noto. Tutto si svolge nella Piazza Plebiscito intorno a mezzogiorno. La festa ha alcune somiglianze con le Affruntate calabresi ed è come un teatro muto, molto suggestivo e coinvolgente.  Anche qui la matrice è nelle sacre rappresentazioni medievali nelle chiese inscenate poi in piazza. Sono 3 le confraternite che gestiscono la festa, ognuna con la propria statua: Confraternita della Concezione(chiesa di S.Maria Maggiore) con la statua del Cristo risorto; Confraternita dei SS.Simone e Giuda Taddeo (chiesa di S.Agostino) con la statua di san Giovanni; Confraternita del Purgatorio (chiesa del Purgatorio, con un'altra sede in quella di S.Lucia) con la statua della Madonna. Il Cristo e san Giovanni hanno la particolarità di avere dei soprannomi:"lu ciuppitte il primo,"lu ruffiane" il secondo. Mentre è dubbia l'attribuzione di "ciuppitte" al Cristo, quella di "ruffiane" (cioè, ruffiano) per san Giovanni è facile da spiegare: i lancianesi interpretano uno dei fatti del Vangelo, ovvero quando il giovane apostolo poggiò la sua testa sul petto di Cristo quando Lui annunciò che qualcuno lo avrebbe tradito, come un atto di "ruffianesimo" da parte del santo, che per i fedeli è come se cercò di "ingraziarsi" Gesù tanto da essere il discepolo più amato e anche colui a cui fu affidata Maria, la Madre di Gesù. Le tre statue arrivano in Piazza.
San Giovanni incontra il Salvatore e corre subito dalla Madonna (sull'altro lato) e, tramite un dialogo muto (fatto di gesti, inchini...), il santo annuncia la buona notizia, mentre Maria non crede. L'Apostolo corre di nuovo da Gesù per informarlo dell'incredulità della Madre. San Giovanni fa la spola tra il Salvatore e la Madonna per tre volte; alla terza volta, san Giovanni torna dal Cristo e lo conduce dal portone della Cattedrale direttamente in piazza perché così la Madonna possa vederlo e credere. E infatti la Vergine, alla vista del Figlio, lascia cadere il mantello nero per scoprire quello bianco a festa e corre incontro al Cristo.  Sembra che anticamente la Madonna non corresse ma che, dopo il terzo annuncio, si avvicinasse (molto piano) al centro della piazza e la stessa cosa facevano Giovanni e Gesù e giunti faccia a faccia Maria lasciasse cadere il manto nero. Solo nel '900 fu introdotta la pratica di far correre la Vergine. Al momento dell'incontro, tra gli applausi, gli spari e la banda, vengono lanciate alcune colombe in aria. Alla fine, le tre statue vengono lasciate dalle rispettive confraternite in Cattedrale, dove resteranno fino al Martedì dopo Pasqua, quando avviene il Saluto dei Santi: è il classico ritorno di ogni statua alla propria chiesa. Ogni confraternita riprende la propria statua; poi i simulacri vengono condotti in piazza dove, tra inchini e balletti, si salutano e alla fine possono tornare nelle loro "case" e usciranno di nuovo per la Pasqua successiva. Assieme alla Madonna che corre di Corropoli, il Saluto dei Santi chiude le manifestazioni pasquali in Abruzzo che iniziano la Domenica delle Palme.

### Corropoli:La Madonna che Corre
L'unico paese del teramano dove si svolge l'Incontro di Pasqua è Corropoli, antica cittadina che (dal punto di vista religioso) riveste un ruolo importante per la presenza della statua miracolosa della Madonna del Sabato Santo conservata nell'omonimo santuario.  Proprio la statua della Madonna del Sabato Santo è protagonista, oltre dei festeggiamenti in suo onore a Maggio, dei riti della settimana santa a Corropoli: la processione del Cristo morto il Venerdì santo; la processione del Sabato santo; e la Madonna che Corre. Solo che la statua della Madonna del Sabato santo è addolorata, triste e quindi nel corso della storia alcuni sacerdoti vollero sostituire la statua della Madonna con una più a festa, ma oggi si usa sempre quella della Madonna del Sabato santo. La Madonna che Corre si svolge il martedì dopo Pasqua, verso mezzogiorno, ed è molto singolare, divisa in due parti: la parte mattutina, verso le 8.00 o le 10.00; l'incontro vero e proprio con la corsa. Tre sono le statue che vi prendono parte: la Madonna del Sabato santo (una statua lignea del '400, con abiti di color blu e rosso con tanto di stelline, cuore e corona argentei), san Giovanni detto "San Giovanni con il gallo" e il Cristo risorto.
La mattina parte, dalla parrocchiale di S.Agnese (Santuario della Madonna del Sabato santo) la processione con le statue del Cristo e di san Giovanni. San Giovanni si trova a qualche metro più avanti di Gesù e fa molti giri del paese correndo, per evitare che non ci siano intoppi durante la processione. Ad ogni giro, torna dal Cristo e gli fa un inchino. Poco prima delle 12.00 le due statue arrivano in Piazza Piè di Corte (dove si trovava l'antico Castello degli Acquaviva), dove avverrà l'incontro. Dopo un altro giro del paese per accertarsi che non ci sia nulla che possa bloccare l'incontro tra Maria e il Figlio, san Giovanni torna in Piazza e sempre correndo scende la discesa che lo porta di nuovo nella parrocchiale. Qui fuori annuncia alla Madonna, che è all'interno della chiesa, l'avvenuta resurrezione: la Madonna esce, con addosso un velo nero. Le due statue cominciano a correre e, salendo la discesa, arrivano in piazza e sempre correndo vanno incontro al Cristo. Qui arrivati, la Madonna lascia cadere il velo nero e assieme a san Giovanni fa un inchino: sono le 12.00 in punto. La processione si ricompone, questa volta aperta dalla statua della Madonna. La processione è breve: dopo un giro dell'intera piazza, prendono la discesa e ritornano nella chiesa di S.Agnese (o santuario della Madonna del Sabato santo). Davanti a questa chiesa, prima del rientro, avviene un ultimo incontro: il Cristo si mette sotto il portone della chiesa, mentre san Giovanni e S.Maria si mettono poco più avanti; dopo una brevissima corsa,c'è l'inchino e finalmente tutte e tre le statue rientrano in chiesa, accompagnate dalla banda e dal suono delle campane. Il rito, assieme al Saluto dei santi, chiude le celebrazioni della settimana santa in Abruzzo.

#### I galli di San Giovanni
Non sappiamo con sicurezza se l'attuale statua di san Giovanni era quella che si usava in passato, ma se dovesse esserlo, ha sicuramente subito molti rimaneggiamenti.
Gli abitanti di Corropoli raccontano che fino ai primissimi anni del '900 la statua di san Giovanni avesse, sul braccio, un gallo. I corropolesi, infatti, avevano scambiato san Giovanni con san Pietro, credendo che fosse lui, Giovanni, l'apostolo che rinnegò Gesù 3 volte prima del canto del gallo.
Allora, essendo la statua priva del gallo, decisero di metterlo loro. E presero un gallo vivo, che legavano al braccio di san Giovanni durante la festa ma veniva tolto prima del rientro in chiesa e poi dato alla famiglia di appartenenza oppure a quella meno abbiente. Solo che il gallo rovinava, spesso seriamente, il braccio del santo e allora i corropolesi decisero di sostituirlo con un gallo finto, fatto di legno, che venne attaccato sul braccio. E san Giovanni fu mostrato così, ai fedeli, non solo per il giorno del Martedì dopo Pasqua, ma per tutti gli anni, essendo il gallo fisso. Con la creazione del gallo fisso si pose fine ai litigi che spesso vi erano il martedì dopo pasqua per decidere a chi doveva andare il gallo "vero".
Questo gallo finto era di legno rivestito di una pittura dorata ed era uno dei motivi di orgoglio di Corropoli. Un giorno, proprio in occasione del Martedì dopo Pasqua, i fedeli trovarono una parte del braccio del santo caduta e si accorsero che il gallo non c'era più: era stato rubato. In quel momento, non sapendo cosa fare, fecero fare la Madonna che Corre con la statua di san Giovanni con il braccio mezzo rotto e senza gallo. Subito dopo i festeggiamenti, tutta la popolazione di Corropoli si prodigò affinché il braccio fosse riparato e vi fosse messo un altro gallo di legno, ma il vescovo proibì che vi fosse ricollocato il gallo, perché contrario del tutto alla tradizione classica. E oggi il gallo san Giovanni non ce l'ha più.  Ritornando al gallo rubato, il gallo era ovviamente stato rubato. Ma la popolazione di Corropoli, il basso ceto come contadini o poveri, cominciò a dire: "San Giovanni aveva fame... allora si è mangiato il gallo". E per un certo periodo san Giovanni fu trattato come un "ingordo". Spesso in passato, i corropolesi a chi chiedeva informazioni sul gallo di san Giovanni, rispondevano: "Qualcuno... se l'è mangiato". E spesso quando rispondevano, se si trovavano lì davanti, indicavano con un cenno della testa la statua di san Giovanni.

### Pratola Peligna:La Resuscete
A Pratola Peligna il rito dell'incontro è chiamato "Resuscete", che nel dialetto locale vuol dire "Resurrezione". Ma in questo rito però non è rappresentato il momento della Resurrezione, ma l'incontro tra Gesù risorto e sua Madre, ma (come in tutti gli altri incontri che si svolgono in Abruzzo e altri posti) il momento esatto in cui Maria incontra e vede suo Figlio risorto è il momento giusto per festeggiare la Resurrezione, visto che adesso anche Maria, Madre del Salvatore e Madre nostra, sa del gioioso avvenimento. A Pratola Peligna vi prendono parte due sole statue: il Cristo risorto e la Madonna. Il Cristo è una snella scultura in legno policromo del '700, con colori molto ben conservati e una bandiera bianca di stoffa sulla mano sinistra mentre con la destra benedice, mentre la Madonna (anch'essa del '700) è una statua vestita, con un prezioso abito azzurro e bianco ricamato d'oro, corona, parrucca a boccoli e un mazzo di fiori nella mano destra. Tutte e due le statue sono conservate nel Santuario della Madonna della Libera. L'incontro si svolge la Domenica di pasqua a mezzogiorno in punto, in piazza Garibaldi. La Madonna viene vestita, giorni prima, con un abito nero e un fazzoletto, che coprono il mazzo di fiori e l'abito a festa. Tutto è gestito dalla Arciconfraternita della Trinità, che porta un abito quasi uguale a quello dell'omonima confraternita della vicina Sulmona. Dopo la messa, dal Santuario escono prima la statua del Cristo, poi quella della Madonna che percorrono due percorsi differenti per arrivare quindi in Piazza Garibaldi gremita di gente; le statue sono ognuna opposta all'altra. Il Cristo è accompagnato dai soli membri della confraternita, mentre la Madonna non solo è scortata dai confratelli, ma è preceduta dalla banda locale (istituita nel XIX secolo) che suona la marcia del Vella, un brano a lutto che simboleggia anche il dolore di Maria per la perdita del Figlio.  Le due statue, quindi, arrivate in piazza si fermano. Dopo qualche secondo, le due statue cominciano a correre una verso l'altra per incontrarsi finalmente al centro della piazza, davanti alla fontana. La Madonna ha perso il mantello nero e il fazzoletto per lasciar vedere l'abito a festa e il mazzo di fiori, mentre vengono lanciate in aria delle bianche colombe.  La banda intona adesso marce a festa, e le due statue fanno tre inchini, una delle caratteristiche più interessanti della festa. Inizia quindi la processione, che percorre un breve tratto del centro storico (detto "Giro di Don Ciccio"), accompagnata dallo scampanio delle campane e dagli applausi della folla felice. Le due statua rientrano nel Santuario della Madonna della Libera, dove resteranno esposte fino a Pentecoste (statua del Cristo) e Domenica in Albis (statua della Madonna).